# Президент Науру
Президент Республики Науру избирается парламентом из числа его членов и является одновременно главой государства и главой правительства Науру (в 2013—2016 годах существовал пост премьер-министра, в дальнейшем упразднённый). Одновременно он может занимать министерские посты в сформированном им правительстве. 
Президент Науру избирается каждым новым избранным созывом парламента (срок полномочий которого составляет, в свою очередь, 3 года) без ограничений на количество переизбраний. Парламент может досрочно отправить в отставку президента, вынеся ему вотум недоверия, и избрать иное лицо на оставшийся период времени. 
Поскольку политические партии в Науру играют незначительную роль (из всех президентов Науру членами какой-либо партии были только Бернард Довийого, Кеннан Аданг и Кинза Клодумар), избрание президента происходит в результате договорённостей независимых депутатов, что ведёт к частым досрочным отставкам главы государства в результате распада поддерживающей его группировки депутатов (19 раз за историю страны президенту был вынесен успешный вотум недоверия, 2 раза президент досрочно подавал в отставку под его угрозой). 
Многие президенты Науру занимали должность меньше месяца, а Рене Харрис в 2003 году в свой третий срок пробыл президентом всего сутки, после чего вновь был избран его предшественник Довийого. При этом за весь 2003 год досрочные президентские выборы прошли 8 раз. 
В отличие от парламента Науру и других государственных учреждений, расположенных в округе Ярен (официальной столицы на Науру нет), резиденция президента — Государственный дом — находится в соседнем округе Анетан.